# Pygommatius magnipes
Pygommatius magnipes là một loài ruồi trong họ Asilidae. Pygommatius magnipes được Scarbrough & Marascia miêu tả năm 2003.